# Наукові записки Інституту історії матеріальної культури ВУАН
Наукові записки Інституту історії матеріальної культури Всеукраїнської Академії наук — збірники друкованих праць інституту (див. Інститут історії матеріальної культури АН УСРР/УРСР), створеного 1934 в Києві на базі ліквідованих Всеукраїнського археологічного комітету, Кабінету антропології та етнології імені Ф.Вовка, Культурно-історичної комісії ВУАН і деяких ін. установ ВУАН (від 21 лютого 1936 — АН УСРР, від січня 1937 — АН УРСР; згідно з цим змінювалася й відповідна частина назви «Наукових записок…»). Вийшло друком 6 випусків (1934 — кн. 1 і 2; 1935 — кн. 3–4, 5–6; 1937 — кн. 1 і 2) накладом 800 (випуски 1934) і 1 тис. прим. — решта. Відповідальні редактори записок — Федір Козубовський (1934, 1935) і Микола Ячменьов (1937). На сторінках збірників наук. праць друкувалися статті й повідомлення здебільшого археологів та етнографів ін-ту, рецензії на праці зарубіжних і вітчизн. авторів, присвячені історії матеріальної к-ри, огляди останньої істор. літератури, у тому числі й іноземної, хронікально-інформативний матеріал. Випуски відзначалися різноманітністю порушених у них тем. У наук. записках вміщені праці, присвячені здебільшого історії матеріальної к-ри антич. доби та середніх віків. Хронікально-інформативний матеріал повідомляв про останні найважливіші досягнення ін-ту, у тому числі й про багаторічні експедиційні роботи, пов'язані з розкопками палеолітичних стоянок у с. Пушкарі і м. Новгород-Сіверський на Чернігівщині, поселень трипільської культури, давньорус. пам'яток у Києві й Вишгороді та ін., про етногр. й антропологічні експедиції, у тому числі й закордонні, більшість з яких здійснювалася в співдружності з археологами Москви і Ленінграда (нині м. Санкт-Петербург).